# Rignac, Aveyron
Rignac är en kommun i departementet Aveyron i regionen Occitanien i södra Frankrike. Kommunen ligger  i kantonen Rignac som ligger i arrondissementet Rodez. År 2022 hade Rignac 2 019 invånare.

## Befolkningsutveckling
Antalet invånare i kommunen Rignac
Referens: INSEE